# اس. جی. کلارکسون
اس. جی. کلارکسون (انگلیسی: S. J. Clarkson؛ زادهٔ ۱ ژانویهٔ ۱۹۵۰) کارگردان تلویزیونی، مدیر اجرایی تولید و کارگردان فیلم اهل بریتانیا است. وی از سال ۱۹۹۹ میلادی تاکنون مشغول فعالیت بوده‌است.